# 1921 en Palestine mandataire
Chronologie de la Palestine
- 1917
- 1918
- 1919
- 1920
- 1921
- 1922
- 1923
- 1924
- 1925

Cette page concerne les évènements survenus en 1921 en Palestine mandataire :

## Évènements
- Troisième Alya (en) (migration de Juifs en Palestine - 1919 - 1923)[1].
- 12-30 mars : Conférence du Caire.
- 11 avril : Fondation de l'émirat de Transjordanie.
- 1er-7 mai : Émeutes de Jaffa (séries de tueries entre Juifs et communauté arabe)
- 25 juin : Quatrième congrès arabe palestinien à Jérusalem.
- 25 août : Congrès syro-palestinien (en)
- octobre : La commission d'enquête Haycraft (en) publie ses conclusions sur les émeutes de Jaffa (de 1920).

## Création
- Association des écrivains hébreux en Israël (en)
- Kibboutzim Tel-Yossef et Eïn-Harod
- Moshavim Nahalal et Ramat Gan

## Sport
- Saison 1920-1921 de football en Palestine mandataire (en)
- Saison 1921-1922 de football en Palestine mandataire (en)

## Naissances
- 6 janvier : Haim Corfu (en), homme politique israélien (mort en 2015)
- 16 janvier : Shmuel Toledano, homme politique israélien et officier du Mossad (mort en 2022)
- 17 janvier : Dan Tolkovsky, officier militaire israélien, commandant de l'armée de l'air israélienne et investisseur en capital-risque.

## Décès
- 2 mai :  Yossef Haïm Brenner, écrivain.
- 5 mai : Avshalom Gissin (en), pionnier sioniste.